# Pseudodebis marpessa
Espèce
Pseudodebis marpessa est une espèce d'insectes lépidoptères (papillons) de la famille des Nymphalidae, de la sous-famille des Satyrinae et du genre Pseudodebis.

## Dénomination
Pseudodebis marpessa a été décrit par William Chapman Hewitson en 1762 sous le nom de Debis valentina.
Synonyme : Taygetis valentina marpessa ; Godman & Salvin, [1881]; Pseudodebis arpi ; Forster, 1964.

## Description
Pseudodebis  marpessa est un papillon d'une envergure d'environ 56 mm aux ailes postérieures dentelée dont le dessus est marron foncé.
Le revers est beige foncé à marron clair avec une ligne d'ocelles discrets à l'aile antérieure et à l'aile postérieure dont aucun n'est marron foncé, ce qui le différencie de Taygetis valentina.

## Écologie et distribution
Pseudodebis  marpessa est présent en Amazonie, en Équateur, au Pérou, au Surinam  et en Guyane,,.

### Protection
Pas de statut de protection particulier